# Maublancia nigricollis
Maublancia nigricollis là một loài bọ cánh cứng trong họ Cerambycidae.